# Уейд Уилямс
Уейд Андрю Уилямс (роден 24 декември 1961 в Тълса, Оклахома, САЩ) е американски актьор. Става международно известен с ролята си на капитан Брад Белик в американския хит сериал Бягство от затвора.

## Живот
Уилямс израства в Тълса, Оклахома. Макар че неговата страст към драмата и музиката произхожда от ранния му ангажимент в църквата, Уилямс не преследва съзнателно целта да гради актьорска кариера. Като син на двама значително образовани родители, Уейд завършва гимназия, за да учи медицина в Университета в Толса. Обаче, след като се записва на уроци за гласа си, първоначалните интереси на Уейд към драмата и музиката променят пътищата на кариерата му. Уилямс завършва своята Бакалавърска степен в театралните занятия в училището на изкуствата Ротджърс Мейсън Грос, където учи заедно с Уилям Еспър.
След като завършва, Уилямс приема работа с Джоузеф Пап в Нюйоркския Шекспиров Фестивал. Той дебютира в Деликорт Театър, Сентръл Парк, в „The Taming of the Shrew“ с Морган Фрийман и Трейси Улман, както и в „Ричард III“ с Дензъл Уошингтън. Уейд продължава със своите изпълнения на Бродуей и обикаля страната с продукции като „Guys and Dolls“, „Les Miserables“, „Kiss of the Spiderwoman“, „Ragtime“ и „Showboat“. От 2005 година участва в сериала на Fox Бягство от затвора.